# Gnarps Masugn
Gnarps Masugn este o arie protejată (arie specială de conservare — SAC, sit de importanță comunitară — SCI) din Suedia întinsă pe o suprafață de 225,7 ha, integral pe uscat.

## Localizare
Centrul sitului Gnarps Masugn este situat la coordonatele 62°02′18″N 17°27′29″E / 62.0384°N 17.458°E.

## Înființare
Situl Gnarps Masugn a fost declarat sit de importanță comunitară în ianuarie 1998 pentru a proteja un număr necunoscut de specii din flora spontană și fauna sălbatică aflate în arealul zonei. Situl a fost protejat și ca arie specială de conservare în martie 2011.

## Biodiversitate
Situată în ecoregiunile boreală și marină baltică, aria protejată conține 10 habitate naturale: Taiga vestică, Terase mlăștinoase și terase nisipoase neacoperite de apă la reflux, Lagune de coastă, Păduri naturale în etape succesive primare ale suprafețelor emergente de coastă, Litoraluri nisipoase din Baltica boreală cu vegetație perenă, Mlaștini turboase de tranziție și turbării mișcătoare, Vegetație perenă pe țărmurile stâncoase, Mlaștini împădurite, Pășuni de coastă din Baltica boreală, Insulițe și insule mici din Baltica boreală.
La baza desemnării sitului se află un număr nedeclarat de specii protejate.